# Phantom Navigator
Phantom Navigator je sedemnajsti studijski album ameriškega jazzovskega saksofonista Waynea Shorterja, ki je bil posnet leta 1986 v Los Angelesu, izšel pa je leto kasneje pri založbi Columbia Records.
Avtor slike na naslovnici je Jean-Francois Podevin.

## Sprejem
Richard S. Ginell je album ocenil z zvezdico in pol, v recenziji za spletni portal AllMusic pa je zapisal: »Na čisti tehnični ravni je Waynovo delo s sopranskim in tenorskim saksofonom v redu, vendar pri skladbi »Yamanja« pa Shorter naredi depresivni mehanski obrat na lyricon.«

## Seznam skladb
Avtor vseh skladb je Wayne Shorter
| Št. | Naslov                | Dolžina |
| --- | --------------------- | ------- |
| 1.  | „Condition Red‟       | 5:08    |
| 2.  | „Mahogany Bird‟       | 6:10    |
| 3.  | „Remote Control‟      | 7:55    |
| 4.  | „Yamanja‟             | 6:28    |
| 5.  | „Forbidden, Plan-It!‟ | 6:09    |
| 6.  | „Flagships‟           | 6:35    |

## Zasedba
- Wayne Shorter – tenorski saksofon, sopranski saksofon, lyricon, vokali
- Chick Corea – klavir
- Jeff Bova – sintetizator
- Jim Beard – sintetizator
- Mitchel Forman – sintetizator
- Stu Goldberg – sintetizator, električni klavir
- John Patitucci – bas
- Alphonso Johnson – bas
- Gary Willis – električni bas
- Tom Brechtlein – bobni
- Jimmy Bralower – bobni, programiranje tolkal
- Bill Summers – tolkala, programiranje bobnov
- Scott Roberts – tolkala, programiranje bobnov
- Ana Maria Shorter – vokali
- Gregor Goldberg – vokali